# Voies et moyens
 (avril 2019).
Si vous disposez d'ouvrages ou d'articles de référence ou si vous connaissez des sites web de qualité traitant du thème abordé ici, merci de compléter l'article en donnant les références utiles à sa vérifiabilité et en les liant à la section « Notes et références ».

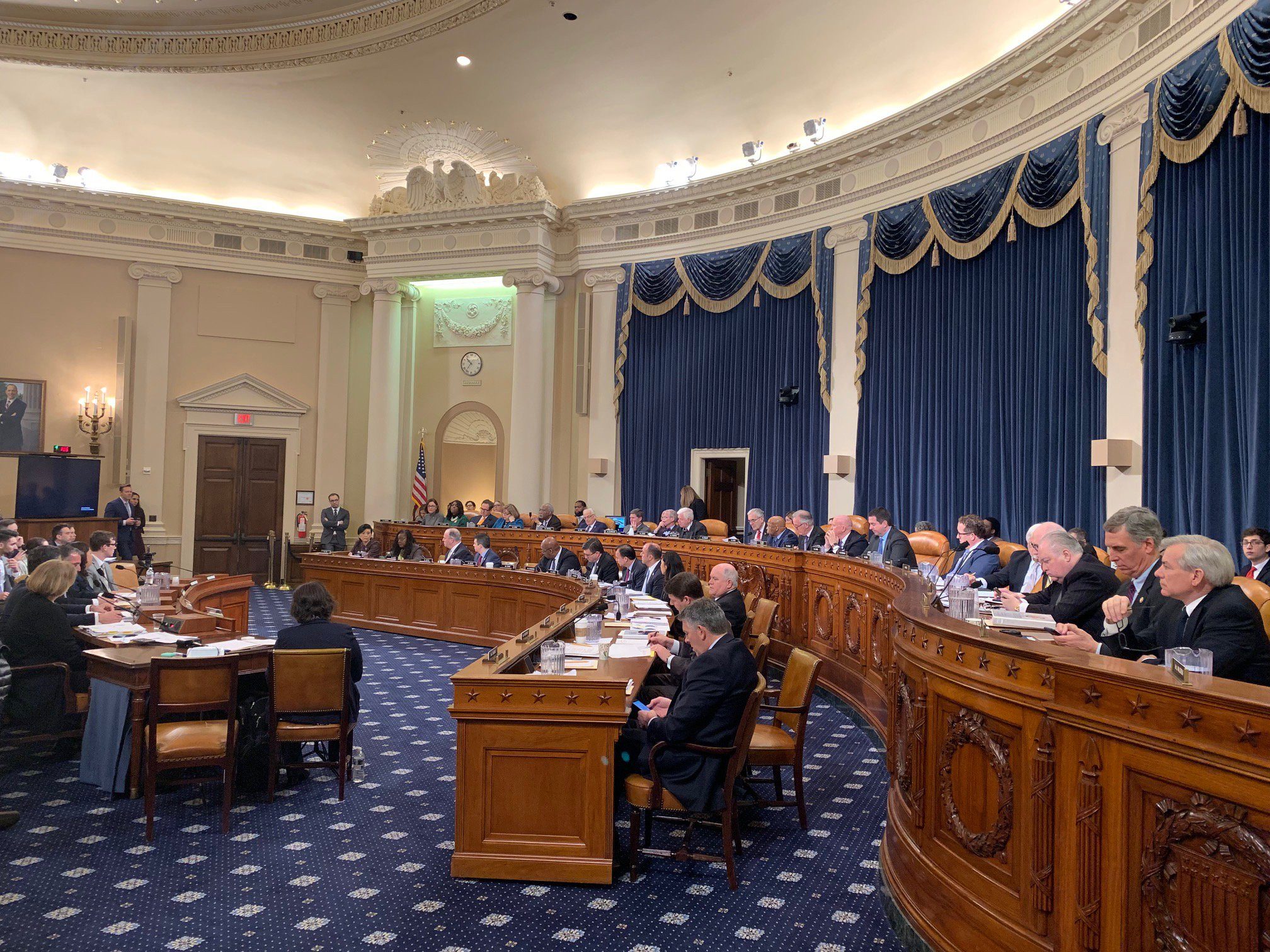
Comité des voies et des moyens des États-Unis en 2019

En fiscalité publique, le terme voies et les moyens représente les recettes totales d'un état, qu'elles soient fiscales, non-fiscales ou de capital. Le terme est une périphrase pour désigner dès l'origine les voies et moyens pour générer les revenus de l'état. En Angleterre, un comité des voies et des moyens a été créé en 1641.
Historiquement, dans les pays anglo-saxons (UK, USA, Canada, ...) le comité des voies et les moyens (ways and means committee) est chargé d'examiner les budgets gouvernementaux et de faire des recommandations à leurs sujets.

## Royaume-Uni
Le comité est aboli en 1967 et la mission est confiée au chancelier de l'Échiquier. Cependant, la charge de Chairman of Ways and Means, qui préside le comité, est celui qui remplace, en cas d'absence, le président de la Chambre des communes du Royaume-Uni.

## États-Unis
Le United States House Committee on Ways and Means est un comité de la Chambre des représentants des États-Unis. Il a compétence sur toutes les mesures fiscales, tarifaires et autres mesures visant à augmenter les recettes, ainsi que sur la sécurité sociale, le Medicare et un certain nombre d'autres programmes.

## Canada
Le comité a été aboli et la mission est confié au ministre des Finances.

## France
En France, le ministère du budget produit le tableau des voies et les moyens en annexe de la loi de finances. L'annexe bleue appelée « Évaluation des voies et moyens » détaille et justifie l'évolution de ces recettes et permet de donner une information exhaustive sur les dispositifs de dépenses fiscales, et détaille leur impact global sur les recettes du budget de l’État. La loi de finance est adoptée par le parlement. Art.32, loi de Finance 1980 précise:
« l’évolution des dépenses fiscales en faisant apparaître, de manière distincte, les évaluations initiales, les évaluations actualisées, ainsi que les résultats constatés. Les dépenses fiscales seront ventilées, de manière détaillée, par nature de mesures, par catégories de bénéficiaires et par objectifs »